# Michel Jacquet dit Taillefer
Pour les articles homonymes, voir Michel Jacquet (homonymie), Jacquet et Taillefer.
Michel Jacquet (ou Jaquet), dit Taillefer , né le 23 août 1754, mort le 18 ventôse an IV (8 mars 1796) fut un chef chouan de la Mayenne durant la Révolution française.

## Biographie
Michel Jacquet, aîné de 10 enfants, fils de Michel Jacquet et de Perrine Lebreton, est né le 23 août 1754 à La Chapelle-Rainsouin autrefois Bourg-le-Prêtre, du nom de la baronnie.
Il doit son surnom à sa profession de maréchal-ferrant, qu'il exerçait à Chémeré-le-Roi.
Ce furent les vexations des Républicains qui le jetèrent dans la Chouannerie, dont il fut l'un des plus nobles caractères. Au passage des Vendéens, il courut se jeter dans leurs rangs, et après sa campagne, où il s'était fait un nom, il revint former une compagnie aux alentours de  Chémeré-le-Roi. Sa bravoure, son désintéressement, sa piété exemplaires le firent désigner comme chef de tous les chouans de la rive gauche de la Mayenne, de Laval jusqu'à Château-Gontier, après la mort de Monsieur Jacques. Il aimait d'ailleurs laisser la direction des opérations à Le Chandelier. 
Vers la fin de 1795, avec Martial de Savignac, curé de Vaiges, il alla trouver au château de Bourmont le général Marie Paul de Scépeaux de Bois-Guignot pour lui demander un officier expérimenté qui prît le commandement de sa division. On lui donna le général Claude-Augustin Tercier, qu'il fit reconnaître, heureux « de n'avoir plus qu'à se battre ». Mais on continua à appeler Division Taillefer la division de Vaiges.
Il donna en effet plus que jamais des preuves de sa bravoure. Le 7 mars 1796 il subit, à Saint-Georges-le-Fléchard, contre les troupes du général Œhlert, un grave échec, bataille continuée le lendemain dans la neige, dans les bois de La Chapelle.
Taillefer avait pour celui qu'il s'était donné comme chef un dévouement sans bornes. C'eût été facile pour lui de se dérober aux Bleus, mais il ne voulait pas se séparer de Tercier, et se réfugia avec lui à la Cognardière de Vaiges. À peine sont-ils arrivés, harassés de fatigue, qu'on leur crie : « Sauvez-vous, voilà les Bleus ! » Tercier peut à peine marcher; Taillefer l'entraîne et le porte presque ; puis, quand, près d'être saisi, son chef s'est jeté, épuisé, dans un fourré, le brave et malheureux jeune homme fait encore quelques pas, est atteint d'une balle et veut se cacher sous un petit pont près du château de Lénières. Il y est surpris, haché à coups de sabre et dépouillé tout nu par les républicains, qui emportent les lambeaux ensanglantés de ses vêtements au bout de leurs fusils.
La déclaration faite à la mairie de La Chapelle-Rainsouin, le 4 fructidor an IV (21 août 1796) porte que « Michel Jacquet est décédé le 18 ventôse (8 mars), en la commune de Vage, et (que) son corps a été entéré en notre dite commune (de la Chapelle), le lendemen, en présence de Joseph Proudhomme, Jacque Proudhomme et Piere LeBreton demeurant en notre bourg».
Quelques jours après, Tercier fit célébrer devant toute la division un service solennel pour celui à qui il devait la vie.

### Quatrevingt-Treize
Ses exploits ont servi à Victor Hugo pour son roman Quatrevingt-Treize:

« [...] Sachez d’abord que monseigneur le marquis, avant de s’enfermer dans cette tour où vous le tenez bloqué, a distribué la guerre entre six chefs, ses lieutenants ; il a donné à Delière le pays entre la route de Brest et la route d’Ernée ; à Treton le pays entre la Roë et Laval ; à Jacquet, dit Taillefer, la lisière du Haut-Maine ; à Gaullier, dit Grand-Pierre, Château-Gontier ; à Lecomte, Craon ; Fougères, à monsieur Dubois-Guy, et toute la Mayenne à monsieur de Rochambeau ; de sorte que rien n’est fini pour vous par la prise de cette forteresse, et que, lors même que monseigneur le marquis mourrait, la Vendée de Dieu et du Roi ne mourra pas. [...] »

## Sources et bibliographie
- « Michel Jacquet dit Taillefer », dans Alphonse-Victor Angot et Ferdinand Gaugain, Dictionnaire historique, topographique et biographique de la Mayenne, Laval, A. Goupil, 1900-1910 [détail des éditions] (BNF 34106789, présentation en ligne)
- Mémoires d'un chouan (1792-1802) de Claude-Augustin Tercier, présentés et annotés par Xavier de Boisrouvray, Ed. Taillandier, 1989.
- Mémoires politiques et militaires du Général Tercier (1770-1816) de Claude Augustin de Tercier, (1752-1823). Campagnes d'Amérique, Guerres d'émigration, Quiberon, la Chouannerie, conspiration de Cadoudal. Publiés avec préf, notes et pièces justificatives par C. de La Chanonie.  Paris, Plon, Nourrit, 1891.
- Histoire de la Vendée militaire, tome V, page 234.
- Souvenirs de la chouannerie, par Jacques Duchemin des Cépeaux; H. Godbert, imprimeur-libraire-éditeur à Laval, 25, rue de la Trinité, et librairie E. Dentu, Palais-Royal, Paris, 1855.
- Registres paroissiaux de La Chapelle-Rainsouin, baptêmes 1754, Archives de la Mayenne.
- Michel Jacquet, dit Taillefer, et la division de Vaiges, chapitre XI de Chouans et patauds en Mayenne 1792-1800, de Gabriel du Pontavice, Association du souvenir de la chouannerie mayennaise, imp. de la manutention, Éditions régionales de l'Ouest, Mayenne, 1987, p. 90-91.
- Dictionnaire des chouans de la Mayenne, de Hubert La Marle, Association du souvenir de la chouannerie mayennaise, imp. de la manutention, Éditions régionales de l'Ouest, Mayenne, 2005